# محمد سید سلیمان
محمد سید سلیمان (انگلیسی: Mohamed Sayed Soliman؛ زادهٔ ۲ نوامبر ۱۹۵۸) بازیکن بسکتبال اهل مصر بود.